# ロベルト・スカンディウッツィ
ロベルト・スカンディウッツィ（Roberto Scandiuzzi、1958年7月14日 - ）は、現代におけるイタリア・オペラ界を代表するバス歌手。

## 来歴
ヴェネト州トレヴィーゾ近郊のマゼラーダ・スル・ピアーヴェに生まれる。トレヴィーゾ音楽院で学び、1981年にモンテプルチャーノでの若手歌手向けのCantiere Internazionale d'Arteにおいて、ロレンツォ・フェッレーロの『La figlia del mago』のRe Basso役でデビューする。
翌1982年5月21日には、ミラノのスカラ座において、モーツァルトの『フィガロの結婚』のバルトロ役でデビューするなど、瞬く間にチェーザレ・シエピ後鶴首されていたイタリア人バスのスター歌手として注目を浴びる。

以降、2020年代までイタリア・オペラを代表するバス歌手として、世界的に活躍している。

1991年11月12日にコヴェントガーデン王立歌劇場に、ヴェルディの『シモン・ボッカネグラ』のフィエスコ役でデビューする。
1992年6月17日にウィーン国立歌劇場に、ヴェルディの『運命の力』のグァルディアーノ神父役でデビューする。
1995年2月28日にメトロポリタン歌劇場に、『シモン・ボッカネグラ』のフィエスコ役でデビューする。
日本には、1990年2月3日にサントリーホール・オペラコンサート・シリーズ（演奏会形式）での『シモン・ボッカネグラ』のフィエスコ役でデビューする（共演はレナート・ブルゾン、マリアーナ・ニコレスコ、ジュゼッペ・サッバティーニ）。

以降も1992年のサントリーホール・オペラコンサート・シリーズのヴェルディの『マクベス』のバンコー役で出演（共演は、ブルゾン、ギネス・ジョーンズ、アルベルト・クピード）、1996年のフィレンツェ歌劇場の来日公演でのヴェルディの『アイーダ』のラムフィス役、更に2001年の新国立劇場におけるヴェルディの「ドン・カルロ」のフィリッポ2世役などで度々来日している。

## ディスコグラフィー
CD及びビデオで多数の全曲録音あり。ソロでの録音は下記。
"A Diletta" 歌曲集　Nightingale (2004)

"Giuseppe Verdi: Verdiana III"　ヴェルディのオペラ・アリア集　Da Vinci Classics（2019）